# Đạn súng

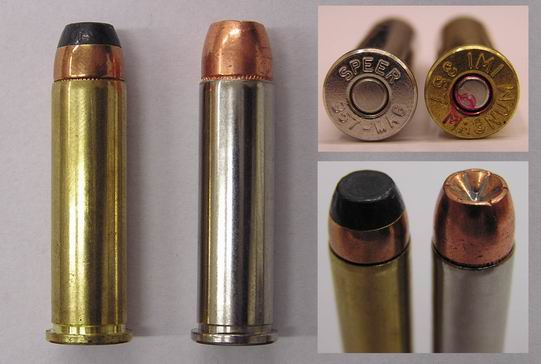
.357 Magnum cartridges, containing bullets

Đạn súng còn gọi là đạn nhọn, đạn con (tiếng Anh: ammo) là một loại đạn cỡ nhỏ bắn từ súng, thông thường được làm từ kim loại. Nó khác với đạn pháo ở chỗ, đạn súng không có thuốc nổ (hay vật nhồi) ở bên trong và gây thiệt hại với mục tiêu của nó bởi động năng của nó tại mục tiêu.

## Lịch sử

### Sự ra đời
Lịch sử ra đời của đạn súng gắn với lịch sử sự ra đời của súng. Sự phát triển của chúng là đi liền với nhau.

## Thiết kế

Cấu tạo đạn súng

Việc thiết kế đạn súng phải giải quyết được hai vấn đề chính. Trước tiên chúng phải vừa với cỡ nòng của súng. Việc bịt kín không tốt, nhiều khí trong buồng đốt bị thoát ra làm giảm hiệu quả của viên đạn. Viên đạn cũng phải khớp với súng để tránh bị hư hỏng nòng súng. Những quá trình xảy ra trong lòng nòng súng thì được gọi là thuật phóng trong. Các viên đạn súng cũng phải đảm bảo rằng viên đạn tiếp được bắn chính xác.
Khi đã rời đi khỏi nòng pháo, nó bị chi phối bởi thuật phóng ngoài. Trên đường bay, hình dạng của viên đạn rất quan trọng đối với khí động học và việc quay của viên đạn. Sự quay của viên đạn làm cho nó ổn định trên đường bay.

## Các thuật ngữ viết tắt
- AP — Armor Piercing: Xuyên thép
- ACC — Accelerator: tăng tốc
- BEB — Brass Enclosed Base
- BT — Boat-Tail
- BTHP — Boat Tail Hollow Point
- CB — Cast Bullet
- CL — Core-Lokt
- DEWC — Double Ended Wadcutter
- FMJ — Full Metal Jacket
- FN — Flat Nose
- FP — Flat Point
- FST — Fail Safe Talon
- GD — Gold Dot
- GDHP — Gold Dot Hollow Point
- GS — Golden Saber
- HBWC — Hollow Base Wadcutter
- HC — Hard Cast
- HP — Hollow Point
- HPJ — High Performance Jacketed
- HS — Hydra Shok
- J — Jacketed
- JFP — Jacketed Flat Point
- JHC — Jacketed Hollow Cavity
- JHP — Jacketed Hollow Point
- JSP — Jacketed Soft Point
- L — Lead
- L-T — Lead Combat
- L-T — Lead Target
- LFN — Long Flat Nose
- LFP — Lead Flat Point
- LHP — Lead Hollow Point
- LRN — Lead Round Nose
- LSWC — Lead Semi-Wadcutter
- LSWC-GC — Lead Semi-Wadcutter Gas Checked
- LWC — Lead WadCutter
- LTC — Lead Truncated Cone
- MC — Metal Cased
- MRWC — Mid-Range Wadcutter
- +P — Plus P (10-15% overpressure)
- +P+ — Plus P Plus (20-25% overpressure)
- PB — Lead Bullet
- PB — Parabellum
- PL — Power-Lokt
- PSP — Plated Soft Point
- PSP — Pointed Soft Point
- RN — Round Nose
- RNFP — Round Nose Flat Point
- RNL — Round Nosed Lead
- SJ — Semi Jacketed
- SJHP — Semi Jacketed Hollow Point
- SJSP — Semi-Jacketed Soft Point
- SP — Soft Point
- SP — Spire Point
- SPTZ — Spitzer
- ST — Silver Tip
- STHP — Silver Tip Hollow Point
- SWC — Semi Wadcutter
- SX — Super Explosive
- SXT — Supreme Expansion Talon
- TC — Truncated Cone
- TMJ — Total Metal Jacket
- VLD — Very Low Drag
- WC — Wadcutter
- WLN — Wide Long Nose
- WSM — Winchester Short Magnum
- WSSM — Winchester Super Short Magnum
- XTP — Extreme Terminal Performance